# Briquenay
Briquenay är en kommun i departementet Ardennes i regionen Grand Est (tidigare regionen Champagne-Ardenne) i nordöstra Frankrike. Kommunen ligger  i kantonen Buzancy som ligger i arrondissementet Vouziers. År 2022 hade Briquenay 89 invånare.

## Befolkningsutveckling
Antalet invånare i kommunen Briquenay
Referens: INSEE